# Hafrafell (berg i Island, Västlandet, lat 64,69, long -20,56)
Hafrafell är ett berg i republiken Island. Det ligger i regionen Västlandet, i den västra delen av landet, 90 km nordost om huvudstaden Reykjavík. Toppen på Hafrafell är 1 165 meter över havet, eller 229 meter över den omgivande terrängen. Bredden vid basen är 3,2 km.
Trakten runt Hafrafell är nära nog obefolkad, med mindre än två invånare per kvadratkilometer. Det finns inga samhällen i närheten. Trakten runt Hafrafell består i huvudsak av gräsmarker.